# Sytuacja prawna i społeczna osób LGBT na Białorusi

Lesbijki, geje, biseksualiści i osoby transpłciowe (osoby LGBT) mogą się spotkać na Białorusi z trudnościami, których nie spotykają osoby nie-LGBT. Kontakty seksualne między mężczyznami oraz między kobietami są na Białorusi legalne. Gospodarstwa domowe prowadzone przez pary osób tej samej płci nie cieszą się taką samą ochroną prawną jak te prowadzone przez pary osób płci przeciwnej.

## Prawo wobec kontaktów homoseksualnych
Homoseksualny kontakt fizyczny jest legalny od 1994. Wiek uprawniający do współżycia seksualnego jest równy dla osób homo- i heteroseksualnych – wynosi 16 lat.
Kontakty seksualne pomiędzy osobami tej samej płci zostały zalegalizowane na Białorusi w 1994, jednakże prawa lesbijek, gejów, biseksualistów i osób transpłciowych są nadal dość ograniczone. Homoseksualizm wciąż jest głębokim tabu w białoruskim społeczeństwie. Wielu Białorusinów uważa, iż homoseksualizm jest chorobą psychiczną, a wiele osób LGBT ukrywa swoją orientację seksualną i tożsamość płciową. Osoby ujawnione mogą doświadczyć prześladowania, przemocy psychicznej i fizycznej.

### Służba wojskowa
Według Ministerstwa Obrony Białorusi oraz Centrum Badań nad Mniejszościami Seksualnymi w Wojsku (Uniwersytet Kalifornijski), Białoruś nie dopuszcza gejów do służby wojskowej. AILGBT-Białoruś wymienia co najmniej pięć przypadków gejów w Homlu, którzy nie odbyli służby wojskowej z powodu swojej orientacji seksualnej. Nie zanotowano żadnych przypadków prześladowania gejów w wojsku, jednak może to być spowodowane ukrywaniem przez gejów swojej orientacji seksualnej.

### Krwiodawstwo
Mężczyźni mający kontakty seksualne z mężczyznami nie mogą być na Białorusi dawcami krwi.

### Historia
Za czasów Związku Radzieckiego w Białoruskiej Socjalistycznej Republice Radzieckiej obowiązywało prawo wspólne dla wszystkich republik sowieckich. Na tej podstawie relacje gejowskie pozostawały nielegalne. Stosunki seksualne pomiędzy kobietami nigdy nie były na Białorusi nielegalne (aczkolwiek lesbijki mogły być wysłane na leczenie psychiatryczne, jeżeli sprawa wyszła na jaw). Natomiast sprawy dotyczące relacji pomiędzy mężczyznami dość często były poruszane. Słowa takie jak homoseksualizm, lesbijka lub gej nie były obecne w żadnym radzieckim kodeksie, a sowiecki system sądowy używał terminu sodomia.
Artykuł 119-1 ówczesnego Kodeksu Karnego Białorusi precyzował, iż mężczyźnie podejmującemu dobrowolny kontakt seksualny z innym mężczyzną grozi kara do pięciu lat pozbawienia wolności. W 1989 około pięćdziesięciu białoruskich obywateli zostało zwolnionych z pracy z powodu swojej orientacji seksualnej. Jeden z wydziałów KGB został stworzony specjalnie w celu zwalczania homoseksualizmu. Tajemne służby używały szantażu, aby powoływać agentów wśród społeczności gejowskiej. Miało to w zamiarze zapobiec powstawaniu jakichkolwiek gejowskich organizacji oraz mediów skierowanych do mniejszości seksualnych. Pomimo tego, osoby homoseksualne nadal się spotykały – na ulicach, w toaletach, na dworcach kolejowych lub w prywatnych mieszkaniach i domach.
1 marca 1994 Zgromadzenie Narodowe Republiki Białorusi zmieniło artykuł 119-1 kodeksu karnego i homoseksualizm stał się na Białorusi legalny.
W kwietniu 2024 roku Ministerstwo Kultury Białorusi rozszerzyło definicję pornografii o „nietradycyjne stosunki seksualne”, do których zgodnie z nową definicją zalicza się homoseksualność, biseksualność i transseksualność. Na Białorusi produkcja, dystrybucja lub posiadanie w celu rozpowszechniania lub promowania materiałów pornograficznych może podlegać karze pozbawienia wolności.

## Ochrona prawna przed dyskryminacją
Artykuł 14 kodeksu pracy zakazuje dyskryminacji w relacjach ze współpracownikami. Orientacja seksualna nie została jednak wymieniona wśród kategorii, na podstawie których dyskryminacja jest prawnie zabroniona.

### Azyl
Prześladowanie z uwagi na orientację seksualną nie jest prawnie uznane za czynnik gwarantujący status uchodźcy. Partner tej samej płci nie jest uznany za osobę, której przysługuje status imigranta. Po upadku reżimu komunistycznego wielu Białorusinów zgłaszało się poza granicami kraju z prośbą o azyl polityczny, z uwagi na strach i prześladowania z powodu orientacji seksualnej. Wielu z nich go otrzymało. Najczęstszą deklarowaną przyczyną było oficjalne lub nieoficjalne prześladowanie przez milicję. Amnesty International posiada informacje o osobach, które otrzymały azyl w Czechach, Francji, Holandii i Szwecji. Dziewiętnastoletni były mieszkaniec Mińska otrzymał w maju 2007 azyl w jednym z krajów Zachodu, ponieważ jego rodzice chcieli zmienić jego orientację seksualną terapią elektrowstrząsową.

## Uznanie związków osób tej samej płci
Zgodnie z artykułem 32 Konstytucji Białorusi oraz kodeksem rodzinnym (artykuły 1 i 12), małżeństwo jest specyficzną umową cywilną zawieraną w urzędzie państwowym, ograniczoną do dwóch osób płci przeciwnej. Z uwagi na ostatni z wymogów, instytucja małżeństwa jest niedostępna dla par osób tej samej płci.
Białoruskie prawo nie zawiera instytucji związku partnerskiego, choć wspólne życie poza małżeństwem (konkubinat) jest na Białorusi zjawiskiem powszechnym – nawet wśród osób heteroseksualnych. Życie w konkubinacie nie stanowi podstawy prawnej do przyjęcia nazwiska partnera. Nie jest ono również gwarantem wspólnoty majątkowej partnerów. Jedyne obowiązki nałożone na partnerów pozostających we wspólnym pożyciu to te wymienione w kodeksie cywilnym. W przypadku prowadzenia przez partnerów wspólnej działalności gospodarczej, ich relacje regulowane są przez prawo handlowe. W przypadku rozstania się, byłym partnerom nie przysługują prawa przyznane osobom rozwiedzionym. Obecny lub były partner nie ma prawa do alimentów ani do jakiegokolwiek innego finansowego wsparcia.
Konkubinat nie stanowi podstawy dla spadku po zmarłym partnerze, jeśli nie został on wymieniony w dokumencie prawnym jako spadkobierca. Partner może zatem dziedziczyć majątek po zmarłym wyłącznie na podstawie ostatniej woli i testamentu. Podatki nałożone na taki spadek są znacznie wyższe niż te nałożone na spadek po zmarłym współmałżonku. Partnerzy dziedziczący na podstawie ostatniej woli nie mają prawa do zachowku.

## Adopcja dzieci przez pary jednopłciowe
Partnerzy w konkubinacie nie mają żadnych praw wychowawczych do dziecka swojego partnera. Możliwa jest jednakże prawna adopcja biologicznego dziecka partnera. Prawa rodzica adopcyjnego nie mogą być ograniczone, nie może być on pozbawiony praw rodzicielskich oraz musi być starszy od adoptowanego dziecka o co najmniej szesnaście lat. Nie jest możliwa adopcja dziecka niespokrewnionego z żadnym z partnerów, jako że takie prawo przysługuje wyłącznie małżeństwom.

## Prawa osób transpłciowych
Osoby transseksualne mają na Białorusi możliwość prawnej zmiany płci.

## Życie osób LGBT w kraju

### Media, organizacje, wolność słowa i zgromadzeń
W 1992 czasopismo „Seks-AntyAIDS-Plus” zaczęło być wydawane przez organizację pozarządową Stop-AIDS-Białoruś. Drugie wydanie gazety zostało wstrzymane przez prokuraturę, a czasopismu założono sprawę karną. Treść gazety zawierała prywatne ogłoszenia kierowane do gejów i lesbijek. Prokuratura uznała te anonse za sutenerstwo. W 1994 sprawa karna przeciwko czasopismu została wycofana. Jednak jego szef i redaktor naczelny, Rusłan Henijusz, w obawie przed konsekwencjami, zdecydował się na zaprzestanie publikacji.
W 1992 magazyn o nazwie „Rendez-vous” został zarejestrowany, po czym rozpoczęto publikację. Czasopismo skupiało się głównie na prywatnych ogłoszeniach. Zawierało również artykuły publikowane przez psychologów i seksuologów, a także listy i wpisy czytelników LGBT w specjalnej rubryce „Niebieski Salon”. W 1994 magazyn przestał istnieć.
Białoruski dostawca Internetu Beltelecom (mający monopol na swoje usługi w całym kraju), który kontroluje przepływ danych zza granicy, próbował zablokować dostęp do stron o tematyce homoseksualnej w klubach internetowych. W ostatnich latach korzystanie ze stron dla lesbijek i gejów przebiega bez utrudnień, jednakże odcięty jest dostęp do rosyjskich stron o takiej tematyce, na przykład popularnego gay.ru.
Pierwsza parada równości we Wspólnocie Niepodległych Państw miała miejsce w Mińsku w 2001. Był to pokojowy marsz, w którym uczestniczyło ponad 300 osób.
Prywatna firma na Białorusi cenzurowała gejowskie ogłoszenia na stronie apagay.com (znanej później pod adresem gay.by). W odpowiedzi na skargi właściciel strony najpierw odpowiedział, że ma prawo do edytowania prywatnych ogłoszeń. Później przyznał, że wykonywał jedynie polecenia z zewnątrz – nie zdradził jednak, skąd docierały do niego owe polecenia.
Jedyne czasopismo skierowane do społeczności LGBT (magazyn Forum Lambda) było publikowane przez Lambda Białoruś w Rosji, a następnie rozpowszechniane na Białorusi w latach 1998–2002. Publikacja została kilkakrotnie zakazana przez Państwowy Komitet Publikacji.
Głównym źródłem informacji o życiu społeczności LGBT na Białorusi była strona gay.by (obecnie nieaktywna). Należała ona do dziesięciu najczęściej odwiedzanych stron na Białorusi (stronę odwiedzało około 350000 użytkowników miesięcznie). Twórcy owej strony napotkali wiele trudności, próbując rozpowszechniać informacje dotyczące homoseksualizmu. W grudniu 2002 Białoruski Uniwersytet Państwowy w Mińsku zablokował dostęp do wszystkich gejowskich stron internetowych. Na początku 2003 administrator strony „Krasnaja Banniernaja” (red.by) usunął portal gay.by ze swoich reklam. W marcu 2003 administracja „Sojuz Online”, największej i najpopularniejszej wśród gejów kafejki internetowej w Mińsku, zablokowała stronę gay.by. 10 maja 2003 nieznany haker, włamawszy się na stronę, usunął wszystkie tematy forum i stworzył na nim nowy wątek wzywający do zabijania gejów. Oprócz tego, podczas ładowania strony głównej portalu, można było zobaczyć napisy „PEDAŁY MUSZĄ UMRZEĆ” oraz „STOP PEDAŁOM NA BIAŁORUSI”. Po owym włamaniu na portal, jego twórcy zaczęli otrzymywać telefony z groźbami zastosowania wobec nich przemocy fizycznej. W styczniu 2004 narodowa firma hostingowa N1.by usunęła stronę gay.by ze swoich serwerów.
Nowe białoruskie strony LGBT dostarczają odpowiednich informacji i rozrywki ich użytkownikom. Pierwszy białoruski gejowski blog, sunshine.by, jest na bieżąco ze wszystkimi wydarzeniami na Białorusi, oddając światu wierny obraz życia lesbijek, gejów, biseksualistów i transseksualistów na Białorusi.

### Kontrowersje związane zgay pride
Naruszanie wolności słowa i wolności zgromadzeń było wielokrotnie potępiane przez społeczność międzynarodową.
Po kilku nieudanych podejściach festiwal gay pride został zorganizowany w 1999 przez Białoruską Ligę na Rzecz Równouprawnienia Płci Lambda BLL i Forum Lambda (białoruski magazyn dla gejów i lesbijek). Program festiwalu obejmował szkolenie dla dziennikarzy pod tytułem „Lesbijki i geje w mediach”, konferencję na temat praw lesbijek i gejów na Białorusi i na świecie, wystawę fotograficzną i filmy o tematyce homoseksualnej, konkurs „Mister Gej Białoruś” oraz zawody „Transmisja”. Festiwal otrzymał wsparcie Programu Narodów Zjednoczonych ds. Rozwoju, studia Tatiana, Zjednoczonej Drogi Białorusi, Międzynarodowych Badań i Wymiany Zarządu, Klubu Titanic oraz gości z Ukrainy. Podczas jednej z imprez milicja zorganizowała nalot na klub i dokonała rewizji uczestników konkursu „Transmisja”.
W 2000 organizatorzy festiwalu spotkali się z ogromnymi trudnościami podczas przygotowywania imprezy. Według Edwarda Tarleckiego, przewodniczącego komitetu organizacyjnego, radiostacja Radio BA, która miała relacjonować imprezę oraz zorganizować salę taneczną, otrzymała od administracji prezydenckiej nakaz wycofania się z projektu. Inne radiostacje podobno odmówiły wsparcia w tym zakresie, a imprezy w innych miejscach również zostały odwołane. Ortodoksyjne grupy kościelne demonstrowały w Mińsku przeciwko gejowskiemu festiwalowi dzień przed planowanym wydarzeniem, czyli 9 września. Zaplanowany marsz równości, który miał przejść przez Mińsk, został zakazany przez radę miasta dwadzieścia cztery godziny przed rozpoczęciem. Władze dążyły tego dnia do odwołania obchodów.
W 2001 białoruski rząd rzekomo zakazał Gay Pride Festival. 3 sierpnia 2001 anonimowi wandale włamali się do mieszkania Andreja Babkina (przewodniczącego Lambdy Białoruś), gdzie znajdowały się ulotki, plakaty i broszury Gay Pride 2001, a następnie zdewastowali je.
Kilka dni przed Gay Pride 2002 Edward Tarlecki został wezwany na komisariat milicji w Mińsku, gdzie dowiedział się, iż jeśli Gay Pride odbędzie się, milicja „nie poniesie odpowiedzialności za potencjalny bałagan”.
W 2004 międzynarodowy festiwal gejów i lesbijek został zmuszony do odwołania przedsięwzięcia. Komitety organizacyjne ostatniego (białoruskiego) etapu czwartego Międzynarodowego Festiwalu Kultury Homo i Praw Człowieka Księżycowej Tęczy oraz pierwszego etapu Światowej Konferencji Gejów i Lesbijek (28–29 sierpnia 2004) zostały zmuszone do odwołania imprezy w Mińsku. Doszło do tego po zastraszaniu właściciela klubu przez władze, by ten odwołał organizację wydarzenia. Co więcej, obcokrajowcy, którzy przybyli, by wziąć udział w warsztatach i dyskusjach, otrzymali od władz telefoniczną informację, iż „zostaną natychmiast deportowani z kraju na podstawie artykułu o interwencji w sprawach wewnętrznych Republiki Białorusi”.
27 października 2008 ta sama organizacja zgłosiła prośbę o zgodę na manifestację pod Ambasadą Rosyjską w Mińsku. Protest miał mieć na celu wsparcie praw gejów i lesbijek. Zgoda na zgromadzenie nie została wydana. Ponieważ Białoruś nie jest obecnie członkiem Rady Europy, białoruscy aktywiści nie mogli zgłosić skargi do Europejskiego Trybunału Praw Człowieka. Ci sami aktywiści wyrazili chęć organizacji Slavic Pride wraz z rosyjskimi grupami LGBT. Parada miała odbywać się co roku – raz w Mińsku, raz w Moskwie.
W styczniu 2009 zostało zaplanowane wydarzenie o nazwie „Prawo do miłości”. Miało ono w zamiarze zwrócić uwagę społeczeństwa na homofobię i dyskryminację osób LGBT na Białorusi. Zgoda na imprezę nie została wydana przez Miejską Administrację Homla. W odpowiedzi aktywista LGBT, Roman Mandrykin, napisał skargę do Miejskiego Sądu w Homlu. Zawarł w niej, iż decyzja Miejskiej Administracji Homla naruszyła jego prawo do wolności zgromadzeń zagwarantowane w 35 artykule Konstytucji Białorusi. Dodał, że lokalna uchwała 299 jest sama w sobie niekonstytucyjna, jako że utrudnia działanie osobom organizującym publiczne zgromadzenia. Organizatorzy postanowili jednak uszanować prawo, dopóki ono obowiązuje, mając nadzieję na organizację imprezy w 2010.

### Miesiąc Przeciwko Homofobii
Miesiąc Przeciwko Homofobii był kampanią białoruskich aktywistów LGBT. Miał miejsce od 17 kwietnia do 17 maja 2009 w Mińsku, Grodnie i Łunińcu. Zorganizowano kampanie informacyjne i imprezy. Organizatorami byli: portale Gayby.org i Gay.by, członkowie Ligi Równości Płci Lambda oraz Amnesty International na Białorusi. Ponad pięćdziesiąt mediów informowało o mających miejsce imprezach. Media zaczęły tym samym poruszać temat lesbijek i gejów w przestrzeni publicznej.
Głównymi celami Miesiąca Przeciwko Homofobii były:
- stawienie czoła wszelkiej fizycznej, psychicznej i symbolicznej przemocy wobec osób o innej orientacji seksualnej i nietypowej tożsamości płciowej
- okazanie solidarności osobom LGBT z całego świata, które nie mogą walczyć o swoje prawa
- kontynuacja szerokiej kampanii na rzecz praw człowieka

### Organizacje LGBT
Nie istnieje na Białorusi żadna oficjalna organizacja zajmująca się problemami lesbijek i gejów. Organizacja kobiet (Jana) została oficjalnie zarejestrowana jako zajmująca się „kwestiami gender” i pomagająca młodym kobietom. Ogłoszono jednak rychłe zakończenie działalności organizacji i jej rozwiązanie. Organizacja mężczyzn, Młodzież Republikańska (Wstriecza) nie jest organizacją LGBT, lecz zajmuje się zapobieganiem zarażeniom HIV oraz pomocą chorującym na AIDS mężczyznom mającym kontakty seksualne z mężczyznami.
Wszelkie inne organizacje działają bez prawnej rejestracji. Są wśród nich:
- Białoruska Liga Lambda[7][8]
- białoruska inicjatywa na rzecz równouprawnienia płci
- GejBiałoruś – Projekt Praw Osób LGBT, organizator Slavic Pride w maju 2010 w Mińsku
- Gejowski Sojusz Białorusi został założony w 2008 w celu reprezentacji interesów wspólnoty LGBT; zorganizował narodowy konkurs na gejowskiego mistera Białorusi i prowadzi białoruskie strony LGBT: gayby.net oraz LGBT.by

### Przemoc wobec osób LGBT
Białoruskie prawo nie odnosi się bezpośrednio do sprawców przestępstw motywowanych homofobią. Organy sądowe i milicyjne nie wyrażają chęci zbierania dowodów opartych na motywach homofobicznych sprawców. Sędziowie nie są zobowiązani, by rozważać takie motywy jako okoliczności obciążające winnego, ani również by narzucać surowsze kary, jeśli wystąpią motywy homofobiczne. Osoby LGBT są zagrożone dyskryminacją i przemocą.
18 kwietnia 2001 znaleziono zwłoki Alaksandra Stefanowicza, znanego w Mińsku jako homoseksualista. Ciało leżało na podwórku nieopodal bloku, w którym mieszkał. Było ono całe pokryte ranami po dźgnięciach nożem. 16 maja tegoż roku Andrej Babkin, aktywista Lambdy Białoruś, został pobity i zgwałcony przy wejściu do swojego mieszkania. Został zabrany do szpitala w ciężkim stanie.
W lutym 2000 gejowski klub Oskar został zamknięty przez władze. Iwan Suczinski, właściciel klubu, złożył skargę na niewłaściwe działania milicji. 2 lipca 2001 milicja w Mińsku zatrzymała i ciężko pobiła Andreja Szczerbakowa, jednego z założycieli Lambdy Białoruś. Nazajutrz Iwan Suczinski został zamordowany. 13 listopada 2001 w Mołodecznie Edward Tarlecki, przewodniczący Lambdy Białoruś, został napadnięty, w wyniku czego doznał wstrząśnienia mózgu i trafił na siedem dni do szpitala.
15 lutego 2002 w Żłobinie (rejon homelski) trzydziestoczteroletni księgowy Wiktor Kowyl został znaleziony martwy w mieszkaniu swoich rodziców. Był ujawnionym gejem zarówno w życiu zawodowym, jak i prywatnym. Milicja odmówiła ujawnienia szczegółów morderstwa Alaksandrowi – partnerowi Wiktora. Jeden z milicjantów powiedział mu nawet: „Dobrze wam tak, pedały!”.
12 kwietnia 2002 miały miejsce napady i pobicia gejów stojących na zewnątrz klubu Babilon. Według zeznań świadków, grupa skinheadów (10–12 mężczyzn) zaatakowała trzech stałych klientów, po czym przyjechała milicja. Wśród ofiar był Edward Tarlecki, redaktor naczelny gejowskiego magazynu „Forum Lambda” i przewodniczący Lambdy Białoruś. 10 czerwca 2002 w okolicach miejscowości Buda Koszelewska (obwód homelski) trzej bliżej niezidentyfikowani mężczyźni pobili i zgwałcili lokalnego mieszkańca Dmitrija L., wówczas osiemnastoletniego. Ofiara została przewieziona do szpitala, gdzie spędziła dwa tygodnie.
Wieczorem 2 października 2002 Edward Tarlecki został napadnięty przed wejściem do swojego mieszkania. Czterej nieznani mężczyźni zapytali go, czy nazywa się Tarlecki, po czym zaczęli bić ofiarę. Aktywista trafił do szpitala w nocy. Stwierdzono u niego złamane ramię i wybite trzy zęby.
W 2002 milicja w Mińsku rozpoczęła śledztwo w sprawie zabójstwa Michaiła M., pięćdziesięciolatka, którego okaleczone ciało znaleziono w jego własnym mieszkaniu 17 listopada 2001. Według danych milicji, była to piąta tego typu zbrodnia dokonana w stolicy Białorusi. Detektywi wykluczyli jednakże możliwość istnienia seryjnego zabójcy.
18 lutego 2003 Edward Tarlecki ponownie został pobity przez nieznanych sprawców w pobliżu swojego domu. Został zabrany do szpitala z urazami głowy i licznymi siniakami na ciele. 29 marca tego samego roku bramkarz klubu Budda-Bar w Mińsku pobił Julię Juchnowiec, uczestniczkę mińskiego marszu równości, ponieważ pocałowała ona inną dziewczynę w klubowym korytarzu. Została zabrana do szpitala, gdzie zdiagnozowano urazy czaszki.
28 maja 2008 Edward Tarlecki został znów zaatakowany przez trzech młodych mężczyzn w Mińsku. Tarlecki stwierdził, że nie zamierza zgłaszać ataku milicji, ponieważ i tak nie zrobi ona nic w tej sprawie. Powiedział również, że to trzeci atak na jego osobę w ciągu ostatnich pięciu lat.
W połowie września 2008 dwaj transseksualni mężczyźni zostali zgwałceni w Mińsku. Ofiary nie zgłosiły tej sprawy na milicję, gdyż nie były pewne, czy będzie ona im w stanie pomóc.
W więzieniach i zakładach poprawczych homoseksualizm jest podstawą domysłów, szantażów i wymuszeń. Podczas odbywania wyroku lesbijki i geje są rzadko kiedy chronieni. Podobno ciała wykonawcze często wykorzystują preferencje seksualne więźniów, by uzyskać informacje, a strażnicy więzienni zwykle zachęcają więźniów do znęcania się nad homoseksualistami.
Oficerowie milicji poszukują prywatnych informacji związanych z osobami homoseksualnymi, które padają ofiarami przemocy. Dane te nie mają żadnego związku z rozprawami sądowymi dotyczącymi napaści. Milicjanci zbierają informacje o charakterze prywatnym, a także dane paszportowe oraz zdjęcia milicyjne osób pojawiających się na imprezach dla lesbijek i gejów. Organizacja Wstriecza donosiła o tego typu praktykach w Brześciu i Homlu. Oficerowie milicji odmawiają rejestracji przestępstw wobec mniejszości seksualnych i nie wszczynają śledztw mających na celu poniesienie odpowiedzialności sprawców za swoje homofobiczne działania. Lambda Białoruś wymienia wiele przypadków agresji wobec lesbijek i gejów przy jednoczesnej obojętności milicji we wszystkich rejonach kraju. Milicja przeprowadzała bezpodstawne akcje w barach dla osób homoseksualnych. AILGBT-Białoruś, Wstriecza, Lambda Białoruś i lesbijska organizacja Jana donosiły o tego typu postępowaniu w Homlu i Mińsku.

### Zdrowie psychiczne
Wysoki odsetek samobójstw jest zauważalny wśród lesbijek, gejów, biseksualistów i transseksualistów. Wykwalifikowana pomoc psychologiczna nie jest powszechnie dostępna. W Mińsku trzy uniwersytety (Białoruski Uniwersytet Państwowy, Białoruski Uniwersytet Pedagogiczny i Europejski Uniwersytet Humanistyczny) mają w swoim kształceniu pełny program psychologiczny, jednak nie porusza się tam tematu mniejszości seksualnych.

### Dyskryminacja w edukacji
W maju 2003 władze Europejskiego Uniwersytetu Humanistycznego w Mińsku zakazały prezentacji dokumentu „Wyjęci spod prawa” dotyczącego dyskryminacji lesbijek i gejów na całym świecie. Według oświadczenia uniwersytetu, zakaz przyjęto pod presją Rosyjskiego Kościoła Prawosławnego.

### Publiczne wsparcie praw osób LGBT
Otwarte wspieranie praw lesbijek i gejów przez polityków jest rzadkim zjawiskiem na Białorusi. W lipcu 2001 Komitet Organizacyjny pierwszego Białoruskiego Kongresu Młodzieży głosował przeciwko uczestnictwu przedstawicieli Lambdy Białoruś w obchodach.
W marcu 2002 białoruskie media opublikowały stanowisko Młodego Frontu (młodzieżówka Białoruskiego Frontu Ludowego), które zawierało homofobiczne postulaty. Chodzi dokładnie o tekst opublikowany przez Pawła Siewierinieca (lidera Młodego Frontu), w którym nazywa homoseksualizm „grzechem śmiertelnym i wynaturzeniem”. Według Pawła Siewierinieca, istnienie homoseksualistów jest „wynikiem zepsucia i grzeszności na świecie”.
Białoruskie mniejszości seksualne wyraziły chęć solidaryzowania się z ofiarami katastrofy elektrowni jądrowej w Czarnobylu. Wywołało to gwałtowną reakcję Dmitrija Daszkiewicza (lidera młodzieżowej opozycji), który w programie radiowym „Noc Wolności” stwierdził, iż na Białorusi nie ma miejsca dla gejów oraz że homoseksualiści to ludzie chorzy, a opozycja nie będzie prowadziła z nimi dialogu.
We wrześniu 2004 prezydent Alaksandr Łukaszenka wygłosił w swojej mowie przed Radą Bezpieczeństwa Białorusi: „Musimy pokazać naszemu społeczeństwu, co oni [UE i USA] tutaj czynią, jak próbują zamieniać dziewczyny w prostytutki, jak karmią naszych obywateli zakazanymi narkotykami, jak rozpowszechniają tutaj seksualne wynaturzenie i jakich używają [do tego] metod”.

### Opinia publiczna
Życie lesbijek i gejów jest nadal podziemne, a większość Białorusinów uważa homoseksualizm za zaburzenie. Homofobiczne zachowania, podejrzenia i uprzedzenia są wciąż bardzo silne. Według badań Lambdy Białoruś w kwietniu 2002, 47% Białorusinów uważa, że geje powinni zostać zamknięci w więzieniach. Młodzi ludzie coraz bardziej tolerują homoseksualizm i okazują zainteresowanie kulturą lesbijek i gejów. Ich zainteresowanie jednakże jest zbieżne z młodzieżową kulturą popularną i często jest postrzegane jako pewnego rodzaju moda, z której się wyrasta i o której się zapomina, będąc dorosłą osobą. W 2007 Centrum Informacyjne TEMA oraz MyGomel.com przeprowadziły badania nad reakcją młodzieży z Homla na mniejszości seksualne. 47,6% zdeklarowało negatywne uczucia wobec mniejszości seksualnych, a 10% było zwolennikami kryminalizacji relacji homoseksualnych.